# Peter Tomka
Peter Tomka (ur. 1 czerwca 1956 w Bańskiej Bystrzycy) – słowacki prawnik, sędzia Międzynarodowego Trybunału Sprawiedliwości.

## Życiorys
Absolwent Uniwersytetu Karola w Pradze. Był wykładowcą prawa międzynarodowego na uniwersytetach w Pradze i w Bratysławie oraz dyplomatą (m.in. ambasadorem Słowacji przy ONZ). W latach 1999–2003 był członkiem Komisji Prawa Międzynarodowego.
Od 2003 jest sędzią Międzynarodowego Trybunału Sprawiedliwości, w 2011 został wybrany na kolejną 9-letnią kadencję (2012–2021). W latach 2009–2012 był wiceprezesem, a w latach 2012–2015 prezesem Trybunału. W listopadzie 2020 uzyskał reelekcję na kadencję sędziowską 2021–2030.